# Rakovitsa
Rakovitsa (bulgariska: Раковица) är ett distrikt i Bulgarien.   Det ligger i kommunen Obsjtina Makresj och regionen Vidin, i den nordvästra delen av landet, 140 km nordväst om huvudstaden Sofia.
Omgivningarna runt Rakovitsa är en mosaik av jordbruksmark och naturlig växtlighet. Runt Rakovitsa är det glesbefolkat, med 16 invånare per kvadratkilometer.